# Wardenburg
Wardenburg est une commune de l'arrondissement d'Oldenbourg, dans l'État de Basse-Saxe en Allemagne.

## Géographie
Wardenburg est située sur la rivière Hunte, à environ 8 km au sud d'Oldenbourg.

## Quartiers
- Achternholt
- Achternmeer
- Astrup
- Benthullen
- Charlottendorf Ost
- Charlottendorf West, fondé en 1910
- Harbern I, fondé en 1935
- Harbern II, fondé en 1948
- Höven
- Hundsmühlen
- Klein Bümmerstede
- Littel
- Oberlethe
- Südmoslesfehn
- Tungeln
- Wardenburg
- Westerburg
- Westerholt

## Jumelages
- Eelde (Pays-Bas) depuis 1986
- Röbel/Müritz (Allemagne) depuis 1990